# Castillo de Luzás
El castillo de Luzás es una antigua fortificación militar medieval, situada en la localidad de Luzás en el municipio oscense de Tolva.

## Historia
Existen discrepancias sobre el rey que ordenó la construcción del castillo de Luzás, los expertos coinciden en situar la construcción entre 1060 y 1070, es decir, entre las fechas en que Ramiro I de Aragón conquista el entorno de Benabarre y la consolidación por parte de su hijo Sancho Ramírez de estos territorios antes de iniciar la expansión hacia el sur.
Durante las primeras décadas de existencia el castillo estuvo a cargo de tenentes reales, pero en 1136 consta como perteneciente al conde de Pallars. En 1292 fue cedido a Ramón de Peralta y a partir de 1344 junto a los castillos de Viacamp, Falces y Juseu formó el señorío de los Cuatro Castillos, que durante la Baja Edad Media se integró en la baronía de Castro. En el siglo XVIII pasó a ser propiedad de los duques de Medinaceli.
Entre 2001 y 2004 tuvo lugar una primera fase de restauración de la torre, en el marco del programa comarcal Ribagorza Año 1000. Entre 2007 y 2009 se lleva a cabo una nueva campaña de restauración, consistente en consolidación, restauración de fábricas y limpieza interior y exterior, según proyecto del arquitecto José Miguel Ferrando.

## Descripción
La torre y los restos de una muralla perimetral se asientan en lo alto de una mesa de piedra dominando no sólo el casco urbano sino también el tramo central del río Cajigar.
El recinto fortificado se dispone sobre un cerro que domina la población de Luzás, así como las vías de comunicación en dirección norte-sur a través del valle del río Cajigar.
Constaba de un recinto amurallado de planta aproximadamente trapezoidal, de unos 70 x 25 m en sus puntos más amplios, adaptado al perímetro de la plataforma superior del cerro, con una torre semicircular sobresaliendo en cada esquina y una gran torre central.
Del recinto exterior se conservan únicamente restos de dos torres, en la cara oeste del conjunto. De una de ellas, situada al suroeste, subsiste únicamente el basamento macizo. De la segunda, en el extremo opuesto, la parte inferior, con un paramento de 1,30 m de grosor y un hueco interior de unos 2,60 m. Ambas están construidas con aparejo de sillarejo similar al de la torre central.
Esta se alza más o menos centrada en el interior del recinto, con una planta pentagonal al exterior y cuadrada al interior y una altura de unos 25 metros, que se distribuyen interiormente en 6 plantas. Está realizada en sillarejo estrecho y alargado (15 x 25 cm), que configura muros de un grosor de entre 2,25 y 2,48 m en la parte baja.
Los pisos interiores se disponían sobre retranqueos del muro y los paramentos muestran los huecos de los andamios empleados para su construcción.
Sobre el relleno de la cimentación hay una primera planta que era ciega al exterior.
Sobre ella había una segunda planta en la que se abren estrechas aspilleras adinteladas, una en la parte central de cada uno de los lienzos.
En la tercera planta se encuentra la antigua puerta de acceso, en arco de medio punto doblado por un segundo arco de finos sillarejos; las piezas que configuraban el arco de acceso han desaparecido. En el interior de este piso se encontraba el retrete, que es una cámara rectangular abierta en el interior de los muros (en la parte donde estos son más gruesos para configurar los lienzos pentagonales), con acceso en codo, bóveda encofrada, desagüe en declive y vertedor en saledizo. También hay uno similar en el castillo de Viacamp y presenta parecidos con el existente en la torre de Abizanda.
El cuarto piso dispone de tres vanos en los paramentos norte, este y sur, más cuatro al oeste, presentando esviaje los situados en las esquinas y, todos ellos, bovedillas capialzadas revocadas con argamasa.
La quinta planta tiene ventanas similares, así como una hornacina en arco de medio punto abierta en el muro, que se ha interpretado como correspondiente a una capilla, similar a una existente en el cercano castillo de Viacamp. Se piensa que los vanos de estos dos pisos se complementarían para configurar la principal estructura defensiva de la torre, que quedaría completada con un cadalso de madera al exterior.
Castán sitúa en esta planta un cadalso de madera para completar la defensa, al que se accedería por los vanos mencionados.
Además parece haber dispuesto de un piso superior, a modo de falsa bajo la cubierta.
Se trata de un conjunto fortificado de gran importancia y calidad constructiva, que parece haber tenido un carácter residencial aparte del puramente militar. Si bien algunos de sus rasgos, como la planta poligonal, la emparentan con otros castillos aragoneses (como los de Troncedo, Samitier, Arcusa o Boltaña), su combinación con otros elementos, como la existencia de capilla y retrete o la doble banda superpuesta de vanos defensivos, la dotan de un enorme interés y singularidad.
A pesar de las evidentes diferencias en su planta, el castillo debe relacionarse, tanto arquitectónica como históricamente, con la torre de Viacamp, ya que ambas parecen fruto de una misma campaña constructiva.